# Пећинска црква у Паљеву
Пећинска црква у Паљеву је археолошко налазиште, које се налази у на подручју села Паљева у Општини Тутин.
Одлуком Скупштине општине Тутин из 1987. Пећинска црква у Паљеву је уврштена у културно добро - археолошко налазиште. Налази се у надлежности Завода за заштиту споменика културе Краљево.
Информационом систему непокретних културних добара - Пећинска црква у Паљеву
На прелазу 16. у 17. век, подигнута је у Горњем Паљеву црква посвећена светом Николи, у народу названа Ћелије. Црква је уклесана у пећину, смештену унутар стрме литице на надморској висини од 1000 метара. Скромно здање са плитком апсидом на источној страни и дрвеним иконостасом, није било фреско осликано. Светлост је продирала кроз три прозора типа пушкарнице, какви су карактеристични за турско доба. Црква је, као и већина пећинских храмова, била позната по исцелитељској моћи воде, у коју и данас верује локално становништво, због чега је десно од улаза направљена чесма оријенталног типа (михраб чесма), коју водом снабдева отворени канал уклесан у стену.
Због јединственог обликовања у рељефу за сакралне потребе, пећинска црква у Паљеву је 1987. године заштићена као археолошко налазиште. Нажалост, девастирана је крајем 20. века. Чињеница да није осликана је искоришћена као аргумент да се ван стручних кругова њено оснивање припише богумилима. Ово тумачење је неутемељено јер је једна од најпознатијих одлика богумилског покрета недостатак верских грађевина намењених богослужењу и инсистирање на заједничкој молитви у природи. Осим тога, из историјских извора је познато да су богумили сурово искорењени још у време средњег века, знатно пре изградње пећинске цркве свегог Николе.
На основу реконструкције може се утврдити да је ово била једнобродна грађевина са полукружним олтаром, димензија 4x8.30m.
Према подацима Завода за заштиту споменика културе Краљево, црква је настала крајем 16. или почетком 17. века.
Телевизијска екипа ТВ Мост из Звечана је 2009. урадила репортажу о цркви у Паљеву, и то је био први пут да је у њу закорачила нека телевизијска екипа.
Српска православна црква овде изводи верске обреде и цркву је посветила је Светом Николи, међутим црква је задржала неправославни изглед и нема фресака.